# Jaguar XJR-15
Jaguar Sport XJR-15 — двомісний спортивний автомобіль, вироблений JaguarSport, дочірньою компанією Jaguar і Tom Walkinshaw Racing в період з 1990 по 1992 рік. Планувалося лише 50 (хоча в кінцевому підсумку було виготовлено 53 шасі), кожне продається за 500 000 фунтів стерлінгів.

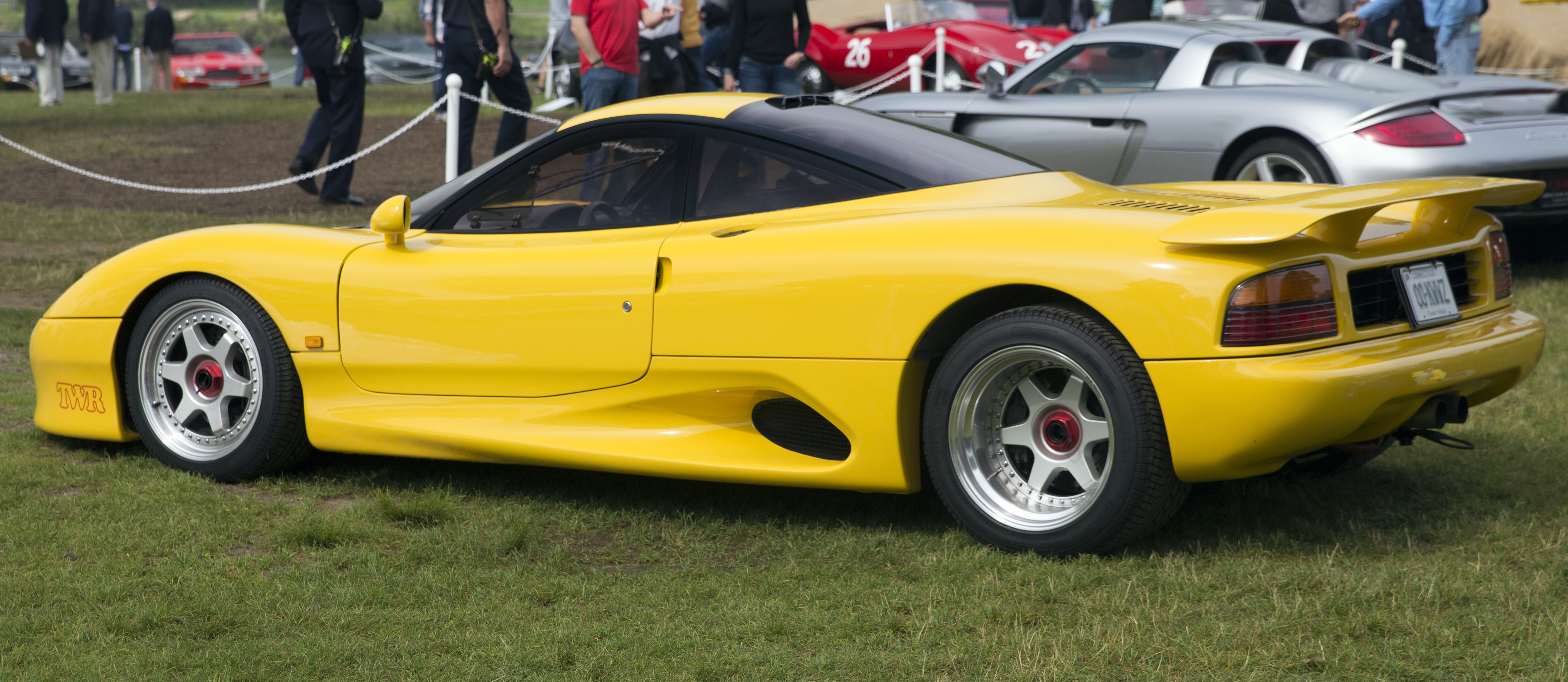

Шасі було механічно засноване на гоночному автомобілі XJR-9, який виграв Ле-Ман, розроблений Тоні Саутгейтом. Корпус XJR-15 був розроблений Пітером Стівенсом, який продовжив розробку McLaren F1. Автомобіль брав участь у гоночній серії однієї марки під назвою Jaguar Intercontinental Challenge, яка підтримувала три гонки Формули-1 (Монако, Сільверстоун і Спа) у 1991 році. XJR-15 був першим у світі дорожнім автомобілем, виготовленим повністю з вуглецевого волокна.

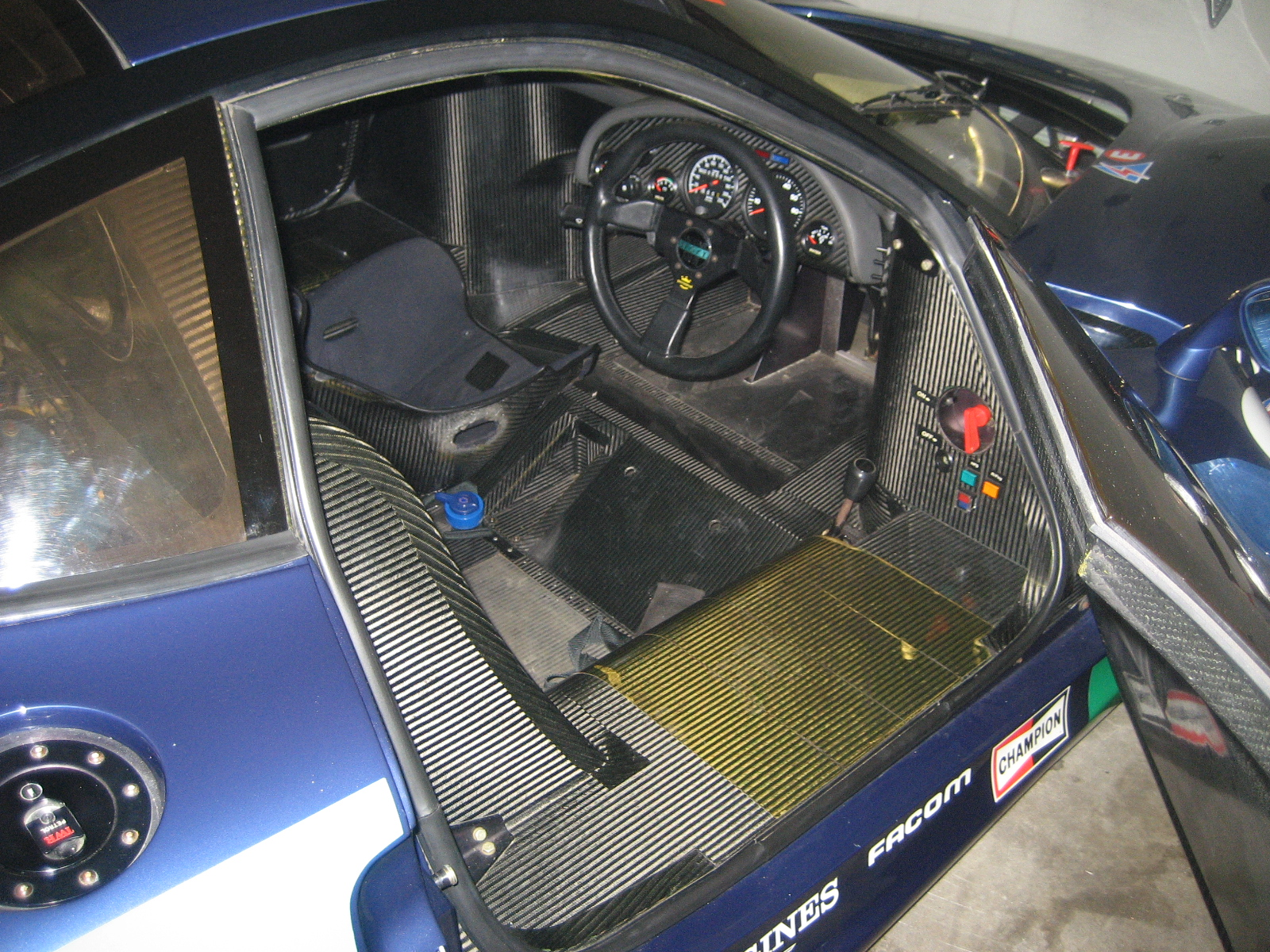

## Двинун
- 6.0 L Jaguar V12 456 к.с. при 6250 об/хв 569 Нм при 4500 об/хв